# Weiwoboa
Weiwoboa é um gênero extinto de inseto fulgoromorfo que existiu onde atualmente é a China, durante o período Eoceno. Foi nomeado por Lin Qibin, Jacek Szwedo, Huang Diying e Adam Stroiński em 2010, e a espécie do tipo é somente a Weiwoboa meridiana.